# Sandoyartunnilin
Sandoyartunnilin er en undersøisk tunnel til motorkøretøjer på Færøerne der officielt blev åbnet for offentligheden i slutningen af december 2023. 
Dens længde er 10,8 kilometer og laveste punkt 155 meter under havbunden. Tunnellen forbinder øen Sandoy med det centrale Færøerne. Tunnelportalerne starter ved Gamlarætt på Streymoy, vest for Tórshavn og i Traðardalur midt på øen Sandoy, mellem bygderne Skopun og Sandur.
Arbejdet med selve tunnelen startede i 2018. Forberedelserne gik i gang i slutningen af 2016.
Selve boringen og sprængingen af tunnelen startede i 2018. Efter åbningen i december 2023, blev færgeruten Teistin, som har sejlet mellem Gamlarætt og Skopun nedlagt.
Den 2. december 2020 var 60% af tunnelen boret. Den 21. december 2020 var 6.671 meter af 10.785 meter boret.